# EF Возничего
EF Возничего (лат. EF Aurigae) — одиночная переменная звезда в созвездии Возничего на расстоянии (вычисленном из значения параллакса) приблизительно 8765 световых лет (около 2687 парсеков) от Солнца. Видимая звёздная величина звезды — от +15,2m до +14,2m.

## Характеристики
EF Возничего — красный гигант, углеродная пульсирующая медленная неправильная переменная звезда (LB) спектрального класса C. Радиус — около 100,25 солнечных, светимость — около 1078,276 солнечных. Эффективная температура — около 3304 К.